# Esturions

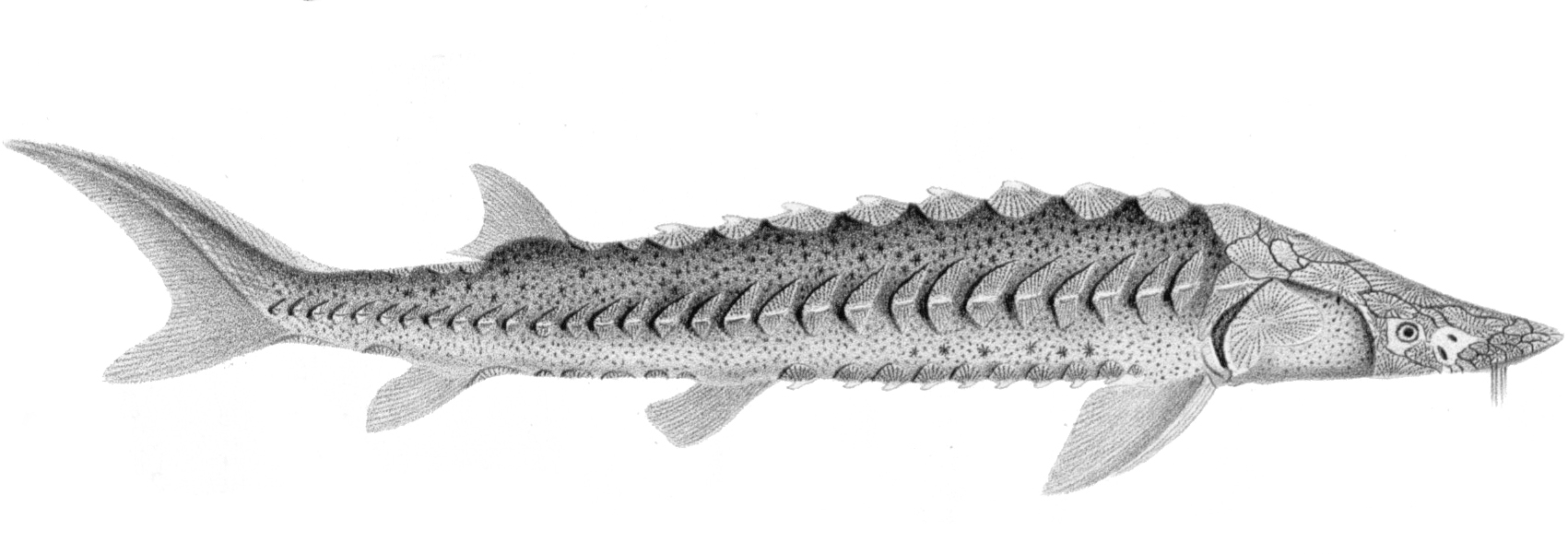
Acipenser medirostris

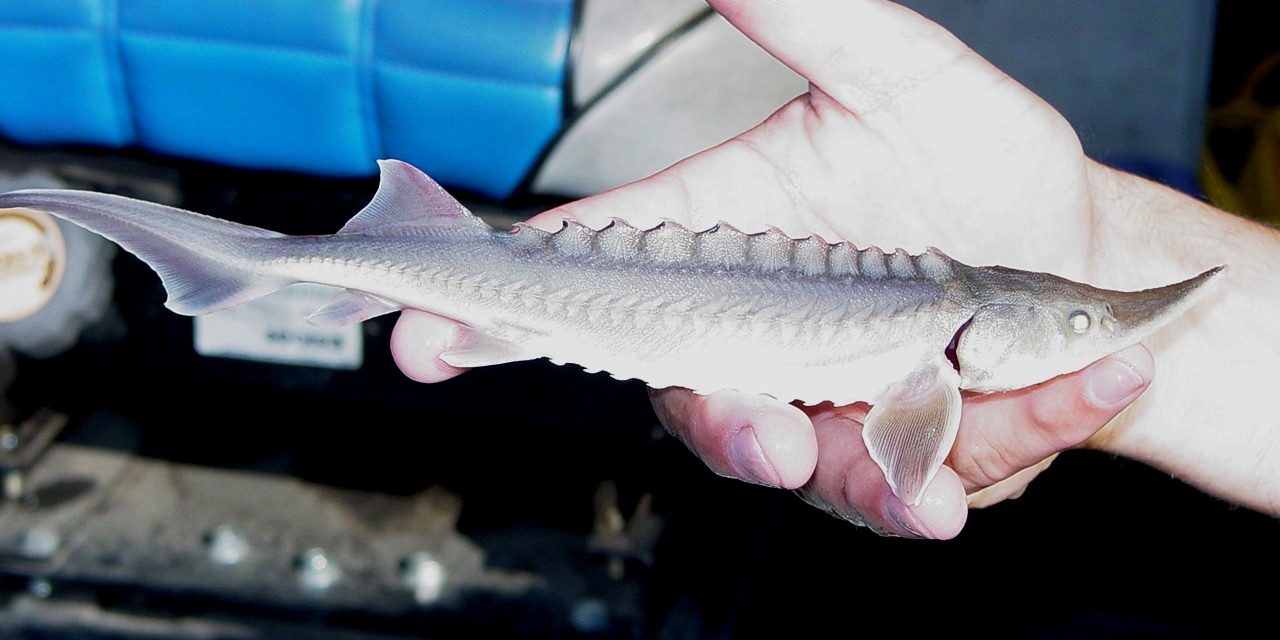
Acipenser transmontanus

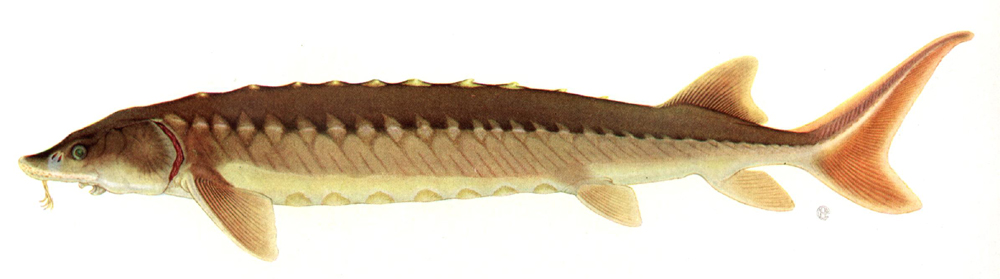
Acipenser brevirostrum

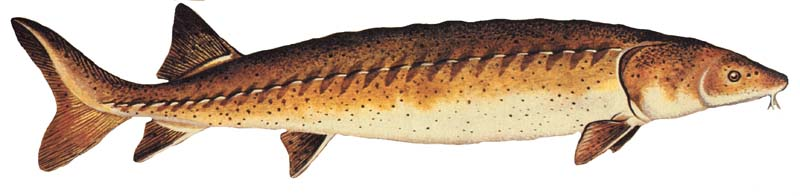
Esturió groc (Acipenser fulvescens)

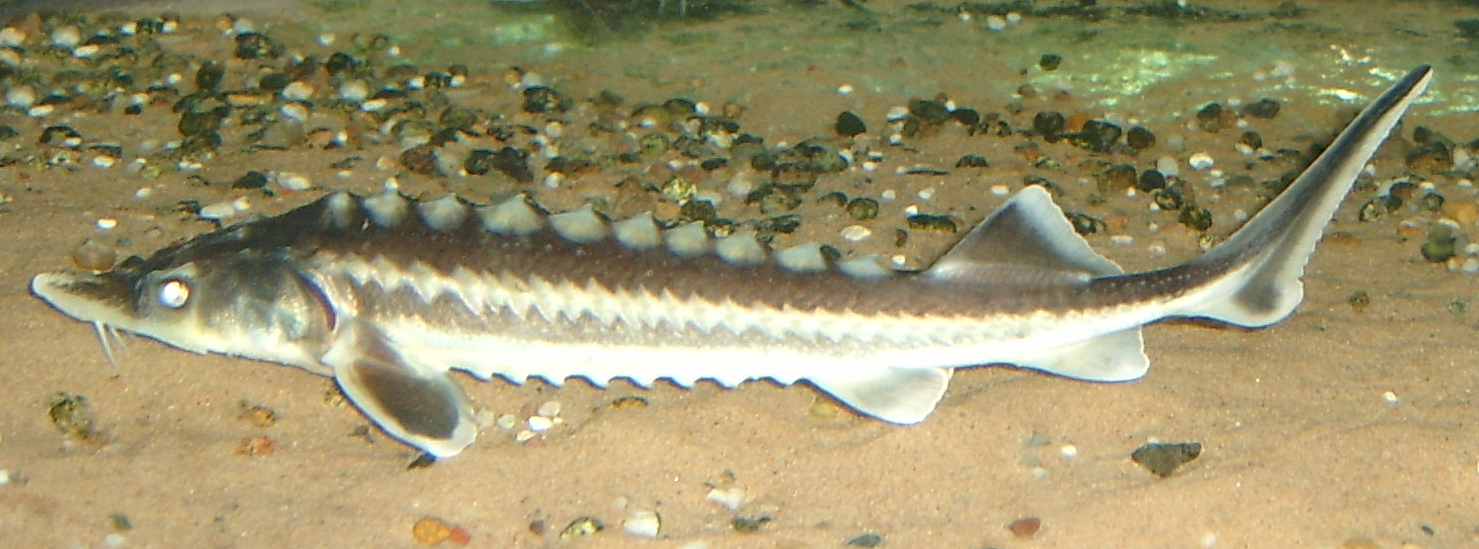
Esturió oscietra (Acipenser gueldenstaedtii)

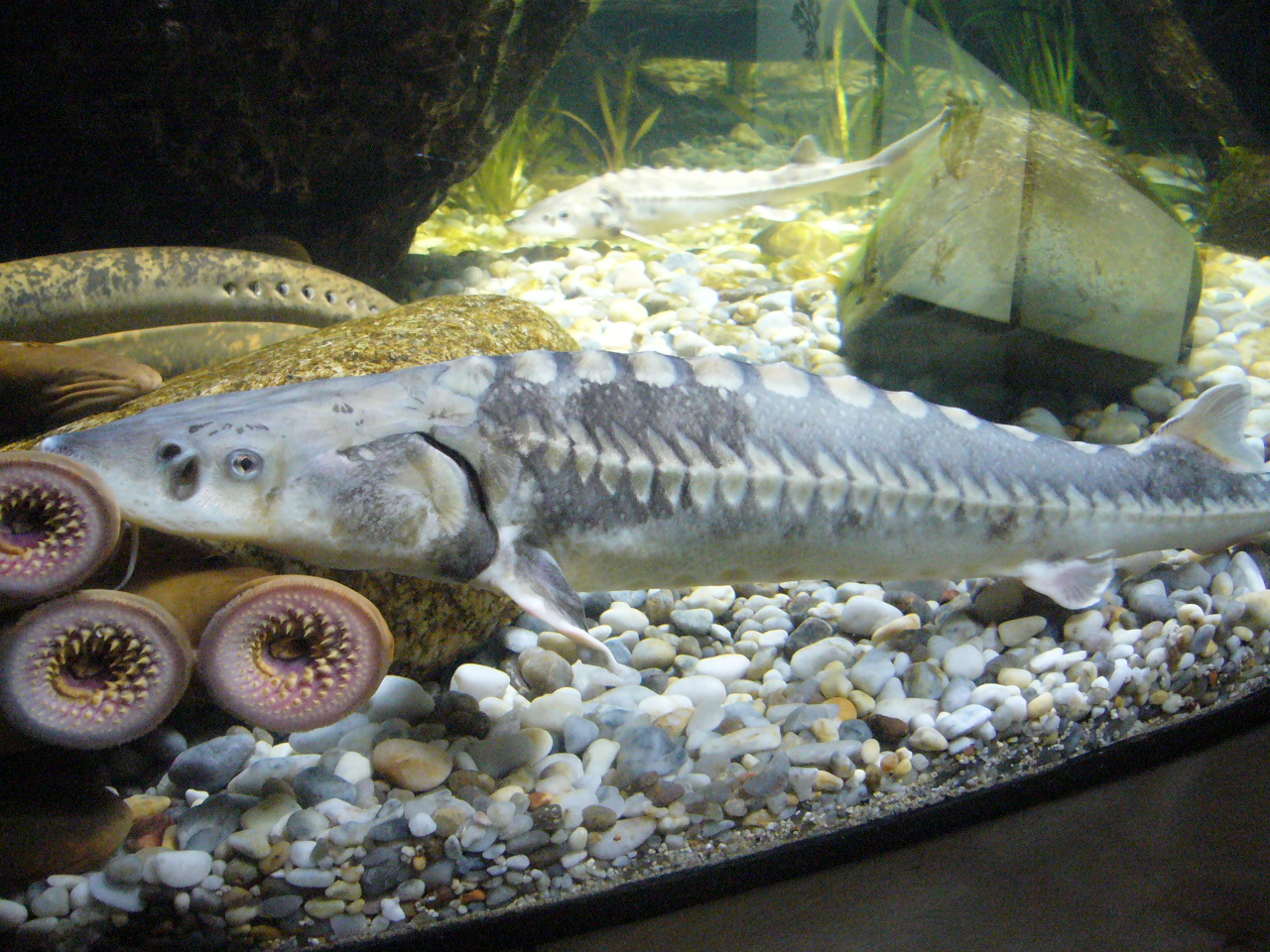
Acipenser naccarii

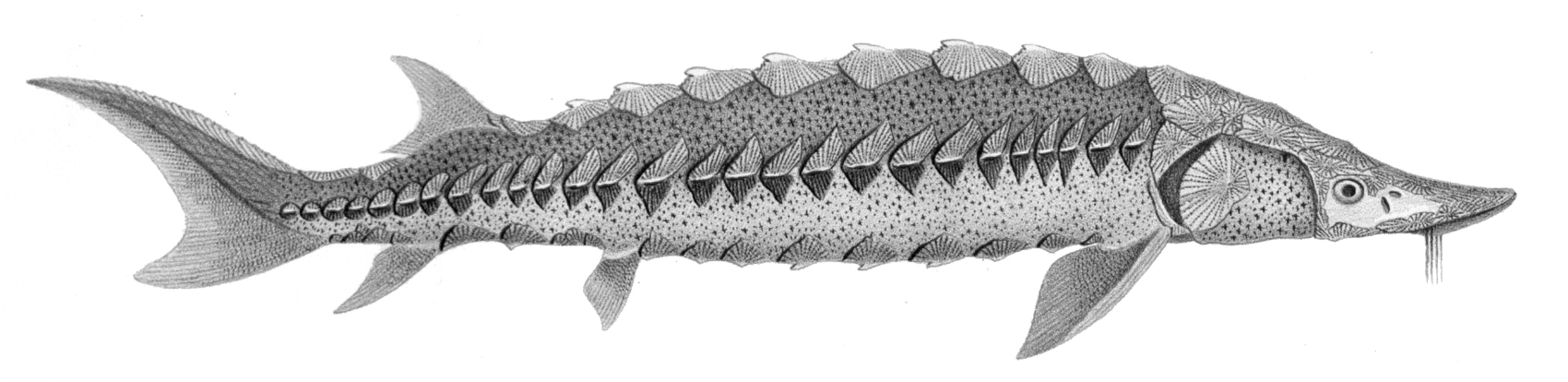
Acipenser oxyrinchus

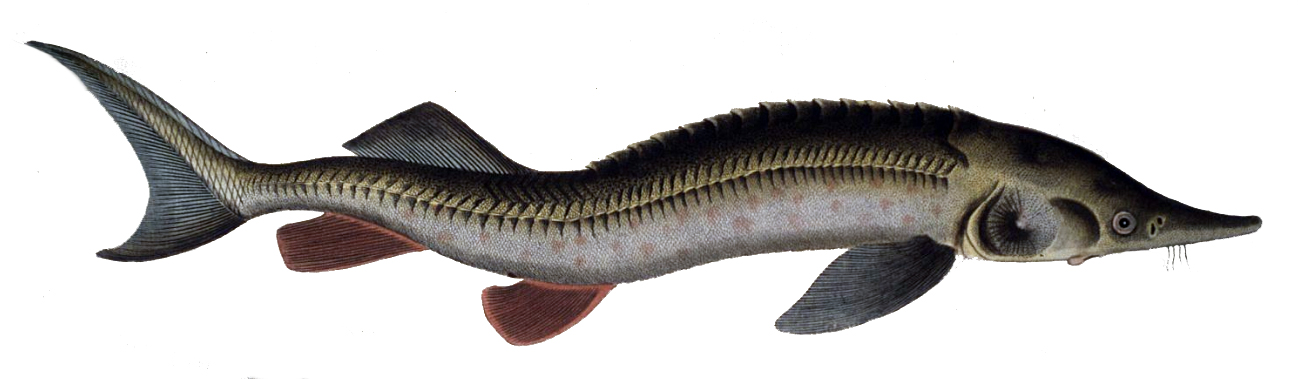
Esterlet (Acipenser ruthenus)

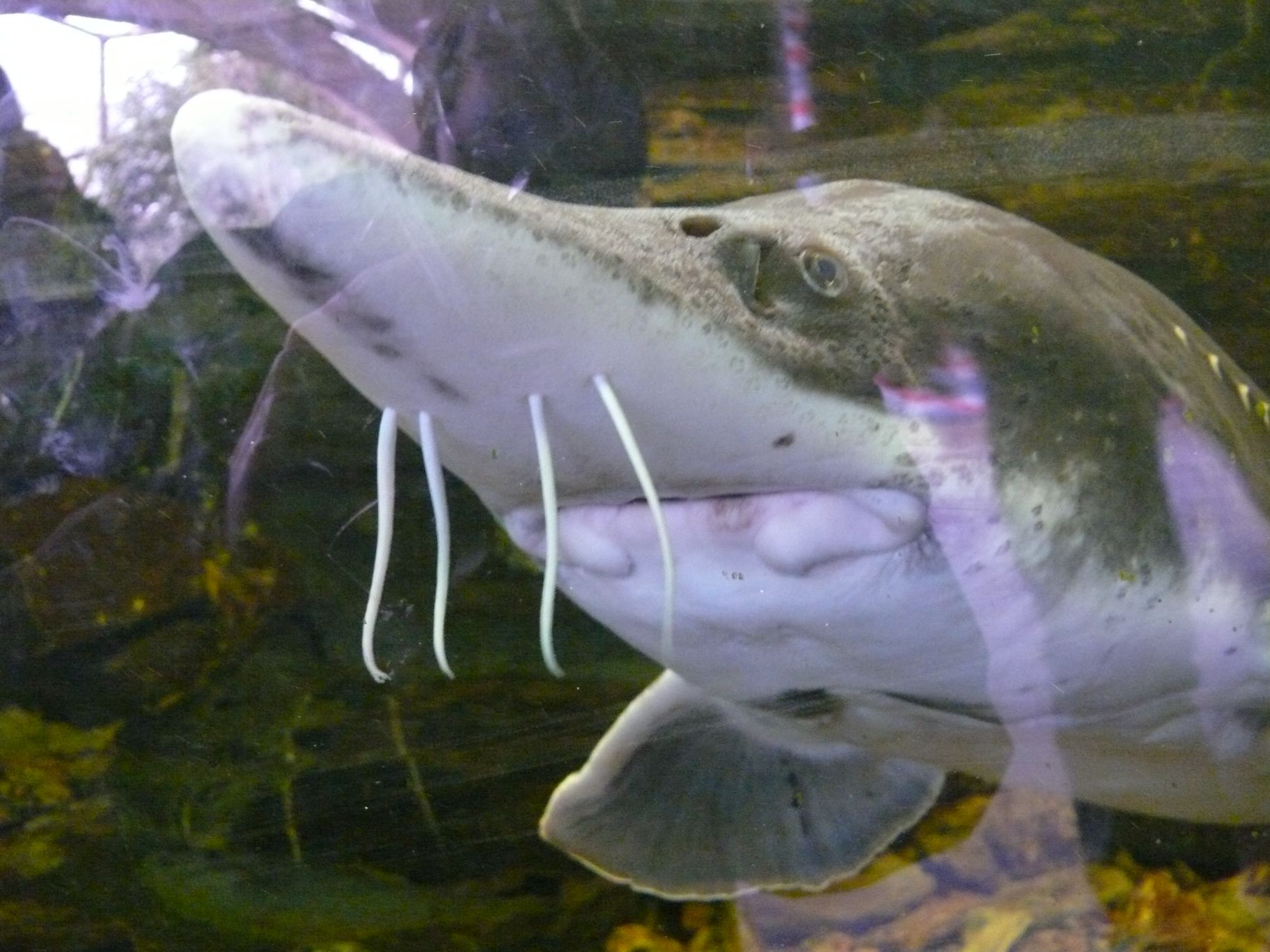
Acipenser sinensis

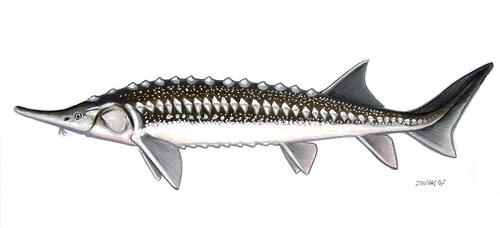
Esturió sevruga (Acipenser stellatus)

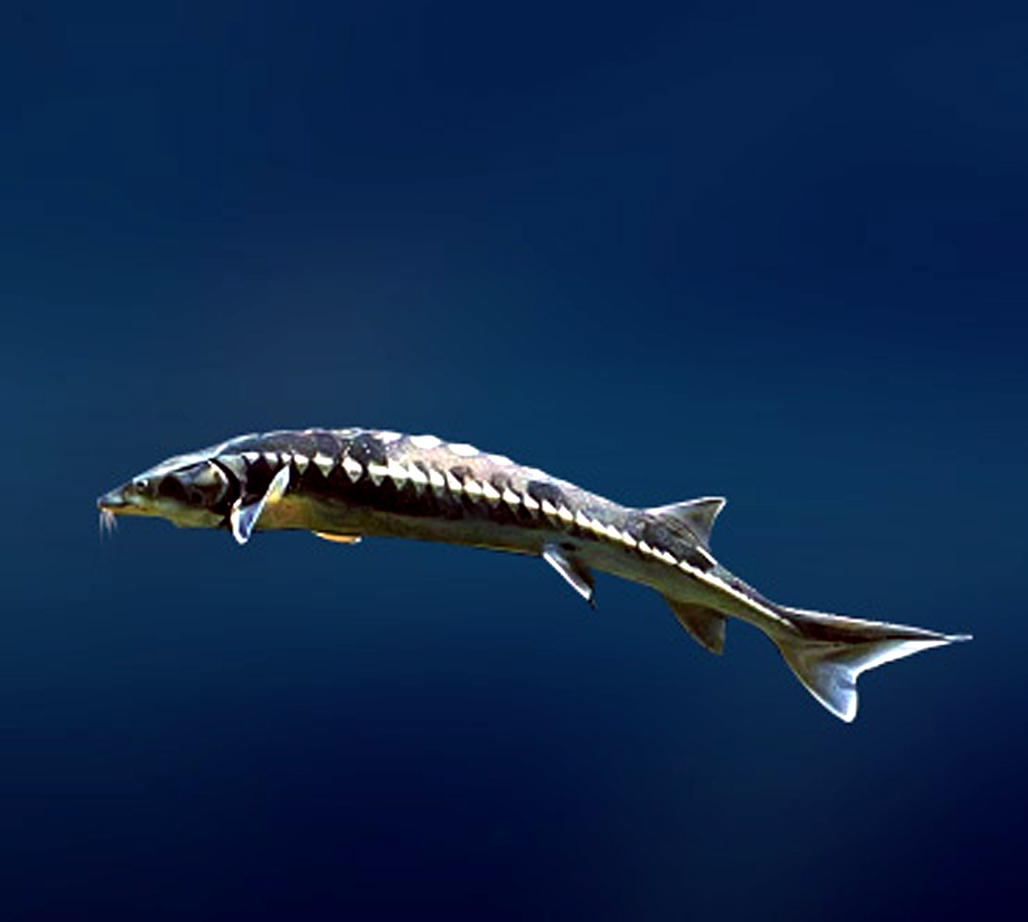
Acipenser sturio

Els esturions (Acipenser) són un gènere de peixos actinopterigis d'aigua dolça, de la família dels acipensèrids.

## Descripció
- Tenen un desenvolupament molt lent però poden atènyer 5 m de longitud i pesar 480 kg.
- Tenen el seu cos guarnit de cinc rengleres longitudinals d'escuts ossis.
- El seu cap està envoltat per un sòlid escut d'ossos dèrmics i perllongat per la presència d'un rostre.
- La boca (petita, inferior i desproveïda de dents) té una forma de trompa que els permet escorcollar el llot per alimentar-se de mol·luscs, el seu aliment principal.[5]

## Reproducció
Els esturions no es reprodueixen abans dels 10 anys en el cas dels mascles, i cap als 15 anys en el cas de les femelles.

## Distribució geogràfica
Són originaris d'Europa, Àsia i Nord-amèrica.

## Taxonomia
- Acipenser baerii (Brandt, 1869)[6]
- Acipenser brevirostrum (Lesueur, 1818)[7]
- Acipenser colchicus (Marty, 1940)[8]
- Acipenser dabryanus (Duméril, 1869)[9]
- Esturió groc (Acipenser fulvescens) (Rafinesque, 1817)[10]
- Esturió oscietra (Acipenser gueldenstaedtii) (Brandt i Ratzeburg, 1833)[11]
- Acipenser medirostris (Ayres, 1854)[12]
- Acipenser mikadoi (Hilgendorf, 1892)[13]
- Acipenser multiscutatus (Tanaka, 1908)[14]
- Acipenser naccarii (Bonaparte, 1836)[15]
- Acipenser nudiventris (Lovetsky, 1828)[16]
- Acipenser oxyrinchus (Mitchill, 1815)[17]
- Acipenser persicus (Borodin, 1897)[18]
- Esterlet (Acipenser ruthenus) (Linnaeus, 1758)[2]
- Acipenser schrenckii (Brandt, 1869)[6]
- Acipenser sinensis (Gray, 1835)[19]
- Esturió sevruga (Acipenser stellatus) (Pallas, 1771)[20]
- Esturió comú (Acipenser sturio) (Linnaeus, 1758)[2]
- Acipenser transmontanus (Richardson, 1836)[21][22][23][24][25][26][27]

## Longevitat
Poden arribar a viure més de 100 anys.

## Estat de conservació
Es troben greument amenaçats per la pesca intensiva que es realitza per aconseguir la seva fresa, anomenada també caviar.
Un programa europeu persegueix la seua reintroducció, entre d'altres, al riu l'Ebre (projecte LIFE-MigratoEbre).

## Aqüicultura
En l'actualitat hi ha piscifactòries a Catalunya (Les, a la vall de la Garona, i Poblenou del Delta, al Delta de l'Ebre). També n'hi ha a Navarra (Yesa) i Aragó (Lo Grau i Biescas).